# أديبونيكتين
أديبونيكتين (بالإنجليزية: Adiponectin)‏ (يُشار إليه أيضًا باسم GBP-28 وapM1 وAdipoQ وAcrp30) هو هرمون ببتيدي وأديبوكين [الإنجليزية]، يشارك في تنظيم مستويات الجلوكوز وتحلل الأحماض الدهنيَّة. يُشفر في البشر بواسطة جين ADIPOQ وينتج بشكلٍ أساسي في الأنسجة الدهنيَّة، ولكن أيضًا في العضلات وحتى في الدماغ.

## البنية
الأديبونيكتين هو بولي ببتيد بطول 244 حمضًا أمينيًا.

## الوظيفة
تتمثل وظيفة السيتوكين الدهني ب
* modulates a number of metabolic processes, including glucose regulation and fatty acid oxidation.
* 

## المستقبلات
برتبط الديبونيكتين بعدد من المستقبلات، اثنان منمنها تتعرف على تنادد ل مستقبل مقترن بالبروتين ج و واحد منها مستقبل اصغر ل cadherin family
- Adiponectin receptor 1 (AdipoR1)
- Adiponectin receptor 2 (AdipoR2)
- T-cadherin - CDH13

## الاكتشاف
تم تحديد أديبونيكتين لأول مرة في عام 1995 في التمايز بين الخلايا الدهنية  3T3-L1 (Scherer PE et al.). في عام 1996 تم تحديده في الفئران باعتباره نسخة mRNA الأكثر تعبيرًا في الخلايا الدهنية (Maeda، 1996 (الاستشهاد رقم 1، أدناه)). في عام 2007، تم تحديد أديبونيكتين باعتباره نسخة نسخة معبر عنها بشكل كبير في الخلايا الدهنية السابقة (سلائف الخلايا الدهنية) التي تتمايز إلى خلايا دهنية.

## الايض
تاثيره:
- تدفق الغلوكوز
  - خفض استحداث الجلوكوز
  - زيادة glucose uptake[35][35][35]
  - هدم الدهون 
  - أكسدة الحمض الدهني[35]
  - triglyceride clearance[35]
- الحماية من خلل وظائف الخلايا البطانية (جانب مهم من تكوين تصلب الشرايين)
- مقاومة الإنسولين
- خسارة الوزن
- السيطرة على بناء الطاقة.[35]
- زيادة تنظيم البروتينات غير المقترنة[35]
- تخفيض TNF-alpha

## نقص أديبونيكتين الدم
إنَّ انخفاض مستوى الأديبونيكتين هو عامل خطر مستقل للإصابة بما يلي:
- المتلازمة الأيضيَّة[37]
- السكري[35][38][39][40][41][42]
- عسر شحميات الدم[38]
- السمنة[43]
- ارتفاع ضغط الدم[44]